# Балтийск (аэродром)
Балтийск (Коса) — бывший военный аэродром морской авиации БФ. Расположен на Балтийской косе, на окраине г. Балтийска Калининградской области.
Построен немцами в 1939 году для базирования гидросамолётов и самолётов с колёсным шасси. После войны достался СССР в практически целом состоянии и использовался гидроавиацией и истребителями, затем был реконструирован, базировалась противолодочная авиация. В 1995 году воинские части гарнизона выведены, аэродром брошен и используется населением для своих нужд.

## Данные аэродрома
- Наименование — Балтийск (Коса) [eng] Baltiysk (Kosa)
- Индекс ЬМКБ / XMKB
- КТА N54.60968° E019.86842°
- ВПП 05/23 2000×50 м, бетон
- МПУ 052°/232°
- ИПУ 057°/237°
- Позывной аэродрома «Стебелёк»
- Состояние — заброшен

Примечание. Вторая ВПП 10/28 к эксплуатации непригодна.

## История
История поселка Нойтиф берет начало в 1934 году, когда там была создана база школы гражданских летчиков.
Строительство гидроаэродрома Нойтиф (нем. Neutief) начато в 1934, закончено в 1939 году.
Были построены две бетонные взлётно-посадочные полосы длиной 1000 метров, под углом 45° друг к другу, что давало возможность эксплуатации авиабазы практически при любой погоде и любом направлении ветра, также оборудованы слипы для спусков на воду гидросамолётов, а на берегу построены три капитальных бетонных ангара для крытого хранения самолётов и три железных. Так, например, ангар № 6 (нумерация современная) имел размеры 100х35х9,5 метров и позволял разместить до 24 самолетов типа «Messerschmitt Bf.109». Под крышей ангара установлен направляющий рельс с тельфером. С боковых сторон ангара находятся башни с лестничными пролетами, предназначенные для размещения зенитных орудий.
Также были построены самолетные и оружейные мастерские, склады, насосная станция, котельная, установки для хранения и заправки топливом в гавани и на аэродроме, трансформаторная подстанция, казармы для персонала, хозяйственные постройки, казино, жилой поселок со школой и магазинами севернее аэродрома. К юго-западу от аэродрома стационарно была размещена береговая артиллерийская батарея.
Гавань для гидросамолетов находилась северо-восточнее сухопутного аэродрома. Она была сформирована бухтой со стороны залива и рукотворными молами, образующими так называемый «ковш».
К началу войны этот аэродром считался одним из лучших в Германии, и лучшим — в Восточной Пруссии.
Аэродром входил в систему береговых оборонных сооружений Пиллау, позволявшую Вермахту контролировать всю юго-западную часть Балтийского моря. Это был единственный аэродром в Восточной Пруссии, не имевший наземных подъездных путей, снабжение которого осуществлялось только морем.
В предвоенное и военное время на аэродроме базировались вспомогательные части Luftwaffe, на вооружении были Аг.196, Не.59, Не.60, Не.114. В апреле 1945 года, отступая, последней покинула аэродром Нойтиф группа III эскадры JG 51 «Molders». Под занавес войны аэродром широко использовался советскими ВВС в качестве оперативного и промежуточного.
После окончания второй мировой войны аэродром и сооружения оставались в хорошем состоянии, даже исправно работало электрооборудование ангаров. Было принято решение не бросать объект, а использовать по прямому назначению.
Так, по состоянию на 1948 год, на аэродроме Нойтиф размещались управление (в/ч 42907), политотдел (в/ч 42908) и авиационные полки 24-й гв. Краснознаменной Выборгской истребительной авиационной дивизии 4-го ВМФ:
- 3-й гвардейский истребительный авиационный Краснознамённый ордена Ушакова полк ВВС ВМФ
- 4-й гвардейский истребительный авиационный ордена Ушакова полк ВВС ВМФ
- 10-й гвардейский истребительный авиационный полк ВВС ВМФ
- 246-й гвардейский истребительный авиационный полк ВВС ВМФ

В дальнейшем, 10-й ГИАП размещался на этом аэродроме на постоянной основе и был расформирован в июне 1959 года.
Также в период 1947—1956 гг на аэродроме Нойтиф дислоцировались:
- 17-я ОМДРАЭ
- 509-я ОАЭВ
- 635-я ОУТАЭ
- 765-я ОАЭ ПС
- отдельная УТАЭ (при переучивании истребительных полков на МиГ-15)
- части обеспечения

По состоянию на 1 декабря 1957 года, на аэродроме Коса (точная дата переименования аэродрома не установлена) дислоцировалась 17-я ОМДРАЭ. Эта эскадрилья, в дальнейшем переименованная в 49-ю ОПЛАЭ, оставалась на аэродроме Коса до 1995 года.
ВПП 05/23 была достроена до 2000×50 м, а с юго-западного торца было уложено ещё полкилометра сборного железного покрытия. ВПП 10/28 была заброшена и постепенно заросла лесом.
До 1960 года аэродром прикрывал 759-й Зенитный артиллерийский полк Балтийской дивизии ПВО (в/ч 25006). Полк перевооружён на ракеты и выведен в г. Неман Калининградской области.

## Краткая история 49-й ОПЛАЭ
В/ч 09736, то есть 17-я отдельная смешанная авиационная эскадрилья БФ сформирована 26 апреля 1945 года на основании приказа НК ВМФ СССР. Местом ее базирования был определен аэродром Нойтиф.
В 1946 году эскадрилья перелетела на аэродром Пютниц в советской зоне оккупации Германии.
В 1947 году прошло переформирование 17-й ОСАЭ в 17-ю отдельную морскую дальнеразведывательную авиационную эскадрилью. На вооружении эскадрильи были импортные гидросамолёты «Номад», «Каталина» и отечественные летающие лодки Бе-4.
28 мая 1948 года эскадрилья перелетела обратно на аэродром Нойтиф.
В 1953 году эскадрилья переучивается на летающие лодки Бе-6.
В 1960 году эскадрилья переименована в противолодочную.
1 сентября 1968 года в эскадрилье организовано боевое дежурство.
В 1970 году личный состав эскадрильи переучивается на Бе-12. Комплектование части самолётами растянулось до 1976 года. Получено 14 самолётов, в том числе один опытный Бе-14.
1.09.1971 года 17-я противолодочная эскадрилья переименована в 49-ю Таллинскую Краснознаменную орденов Ушакова и Нахимова отдельную противолодочную авиационную эскадрилью дальнего действия, с вручением боевого Красного Знамени, боевых наград и почетного наименования расформированного 759-го Краснознаменного Таллинского орденов Ушакова и Нахимова минно-торпедного авиационного полка (бывш. 51-й МТАП). Номер части поменялся на в/ч 30945.
В 1992 году приказом ГК ОВС СНГ № 144 самолет Бе-12 был снят с вооружения, с продолжением эксплуатации машин в частях до выработки ресурса.
14 июня 1995 года Главный штаб ВМФ выпустил директиву № 730/1/0446 о перебазировании 49-й ОПЛАЭ с аэродрома постоянного базирования Коса на аэродром Храброво для постоянного совместного базирования с 397-й ОТАЭ ВВС ДКБФ. Семьи, а также часть личного состава продолжают жить в гарнизоне Коса, добираясь к новому месту службы часами. Аэродром брошен и начинается его разграбление.
1 сентября 1996 года 49-я Таллинская Краснознаменная орденов Ушакова и Нахимова отдельная противолодочная авиационная эскадрилья и 397-я отдельная транспортная авиационная эскадрилья переформировываются в 316-й Таллинский Краснознаменный орденов Ушакова и Нахимова отдельный смешанный авиационный полк с передачей ему Боевого Знамени, почетного наименования, орденов СССР и исторического журнала, принадлежащих 49-й ОПЛАЭ. Противолодочная эскадрилья стала 2-й АЭ в составе полка.
В 1998 году полк свернули в транспортную эскадрилью — 398-ю ОТАЭ, 2-я ПлАЭ ликвидирована.
В начале 2000-х годов все Бе-12, кроме одного, были разрезаны на металлолом.
В 2009 году на аэродроме Храброво сформирована 7054-я Авиационная база Морской авиации, но через год она была расформирована, вся военная авиация с аэродрома Храброво официально выведена, по факту базируется транспортный отряд.